# Wuppertaler Kurrende

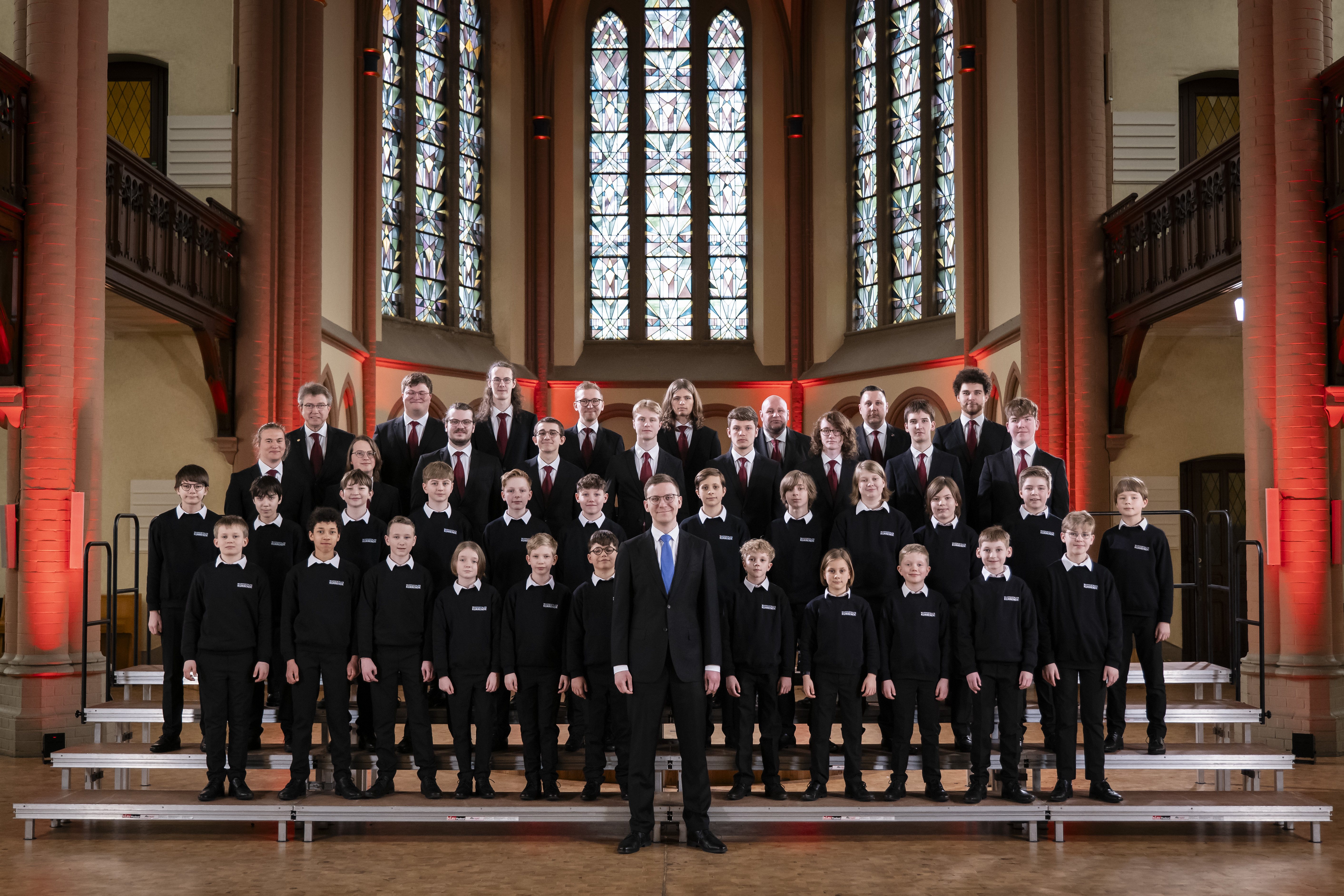
Die Wuppertaler Kurrende mit ihrem Leiter Lukas Baumann

Die Wuppertaler Kurrende ist ein Knabenchor aus Wuppertal. 1924 als „Elberfelder Kurrende“ gegründet, ist die Wuppertaler Kurrende e. V. heute eines der kulturellen Aushängeschilder Wuppertals. Sie ist der älteste Knabenchor auf dem Gebiet der Evangelischen Kirche im Rheinland.
Das Wirken der Wuppertaler Kurrende umfasst nicht nur die Konzerttätigkeit und die liturgischen Aufgaben, sondern gleichsam die Betätigung als Bildungsträger und Freizeiteinrichtung. Der Knabenchor ist jährlich in bis zu 60 Auftritten zu hören. Chorleiter ist seit 2022 Lukas Baumann, Geschäftsführer ist Tilman Klett. Der Chor hat einen eigenen Campus in der Mozartstraße im Briller Viertel in Wuppertal-Elberfeld.

## Beschreibung
Der Knabenchor besteht aus mehreren Chorgruppen. Es gibt eine musikalische Früherziehung für Mädchen und Jungen ab sechs Jahren. Darauf folgen die Singschule und die Chorschule, jedoch nur noch für Knaben. Einer breiten Öffentlichkeit bekannt ist der Konzertchor unter der Leitung von Lukas Baumann mit aktuell etwa 70 Sängern. Dazu gehören Knabenstimmen ab neun Jahren und jugendliche und erwachsene Männerstimmen. Darüber hinaus gibt es das Vokalensemble Vox Vallis, das sich aus ehemaligen und aktiven Männerchoristen der Wuppertaler Kurrende zusammensetzt.
Die Elberfelder Mädchenkurrende wurde durch den ehemaligen Leiter der Kurrende Heinz Rudolf Meier gegründet. Sie ist organisatorisch unabhängig von der Wuppertaler Kurrende, tritt aber regelmäßig zusammen mit dem Knabenchor in Konzerten auf.
Die Sänger der Wuppertaler Kurrende, auch Kurrendaner genannt, proben anders als die großen Internatsknabenchöre nicht täglich, sondern regelmäßig an zwei Tagen in der Woche. Hinzu kommen Probenwochenenden und auch Probenlager, die der Chor regelmäßig zur Vorbereitung seines Repertoires nutzt. Die Sänger des Chores erhalten wöchentlich Einzelstimmbildung.
Das Repertoire des Chores orientiert sich in der Tradition der großen sächsischen Knabenchöre vorwiegend an der geistlichen A-cappella-Literatur des 16. bis 21. Jahrhunderts. Auch große chorsinfonische Werke von Bach, Mozart, Händel, Mendelssohn und Haydn stehen regelmäßig auf dem Programm. Einen weiteren Schwerpunkt bildet daneben die Aufführung von zeitgenössischer Musik und Auftragskompositionen. Außerdem sind Sänger der Wuppertaler Kurrende regelmäßig in Opernproduktionen an den Wuppertaler Bühnen zu hören.
Der Wirkungskreis der Wuppertaler Kurrende ist sehr groß. Neben zahlreichen Auftritten in Wuppertal und der Region unternimmt der Chor regelmäßig Konzertreisen ins In- und Ausland, etwa nach Großbritannien, Frankreich, Dänemark, Österreich, Norwegen und die Vereinigten Staaten. Besonders bekannt ist die Wuppertaler Kurrende für die traditionellen Quempas-Konzerte in der Advents- und Weihnachtszeit.
Der Chor pflegt intensive Kooperationen mit anderen Knabenchören und organisiert regelmäßige Knabenchortreffen. Darüber hinaus verbindet er eine Zusammenarbeit mit Orchestern wie dem Sinfonieorchester Wuppertal, der Lautten Compagney, Concerto Köln oder der WDR Big Band.
Hörfunk-, Fernseh- und CD-Produktionen dokumentieren das umfangreiche Schaffen der Wuppertaler Kurrende.
Der Knabenchor ist ein selbstständiger gemeinnütziger Verein und wird finanziell durch Mitgliedsbeiträge, eine institutionelle Förderung der Stadt Wuppertal und insbesondere private Spenden und Zuschüsse getragen. Zu den Sponsoren der Wuppertaler Kurrende gehören die Coroplast Group, Knipex, Vorwerk die Stadtsparkasse Wuppertal und die Gebr. Becker GmbH. Zusätzlich gibt es einen Förderkreis und ein Patronat zur Unterstützung der Ausbildungsarbeit und des kulturellen Schaffens. Die institutionelle Förderung der Wuppertaler Kurrende durch den Kirchenkreis Wuppertal läuft nach 2025 aus.

## Geschichte
Am 22. März 1924 gründete der 27-jährige Chorleiter Erich vom Baur mit 80 Knaben und 17 Männern die Elberfelder Kurrende. Wuppertal als Zusammenschluss mehrerer Städte entstand erst fünf Jahre später. Ab 1921 hatte vom Baur mit musikalischem, pädagogischem und organisatorischem Geschick im CVJM Bergstraße neben einem Streichorchester auch einen Jungscharchor aufgebaut. Dieser bildete nun die Basis für die neue Elberfelder Kurrende. Das erste öffentliche Konzert sang sie am 8. April 1924 in der Elberfelder Stadthalle:

„Um ernste Kunstpflege ist es auch der neuen Elberfelder Kurrende zu tun, die auf einem öffentlichen Konzert Volkslieder, Mendelssohnsche Weisen u. dgl. nicht übel sang.“

Daneben nahmen früh die sogenannten Singumgänge eine zentrale Rolle ein: Der Chor besuchte Alte sowie Kranke und spendete diesen Trost durch die Musik. Daher stammt auch der Name der Kurrende: vom lateinischen currere, zu Deutsch „laufen“.
Vor allem dank des unermüdlichen Einsatzes von Erich vom Baur entwickelt sich die Kurrende in den ersten Jahren erfolgreich. Nach zwei Jahren waren die Weihnachtskonzerte des Chores im ganzen zukünftigen Wuppertaler Stadtgebiet sehr beliebt und auf mehreren hundert Singumgängen wurde für Bedürfte gesungen. Ab 1932 gab es erste eigene Räumlichkeiten in der Herzogstraße, und an Palmsonntag 1933 führte die Kurrende erstmals die Matthäus-Passion von Johann Sebastian Bach auf.
Die Machtübernahme durch die Nationalsozialisten hatte auch für die Kurrende Folgen. Zwar konnte offiziell als „Fähnlein Kurrende“ die Unabhängigkeit von der Hitler-Jugend gewahrt bleiben, doch durch organisatorischen und psychologischen Druck gab es eine teilweise Vereinnahmung. Bei den Luftangriffen auf Wuppertal im Juni 1943 wurde das Kurrendeheim in der Herzogstraße mit seinem gesamten Inventar zerstört. Auch davon ließ sich Erich vom Baur nicht entmutigen: Nach den Sommerferien begann er in seiner Privatwohnung wieder mit den Proben – zunächst mit acht Jungen.

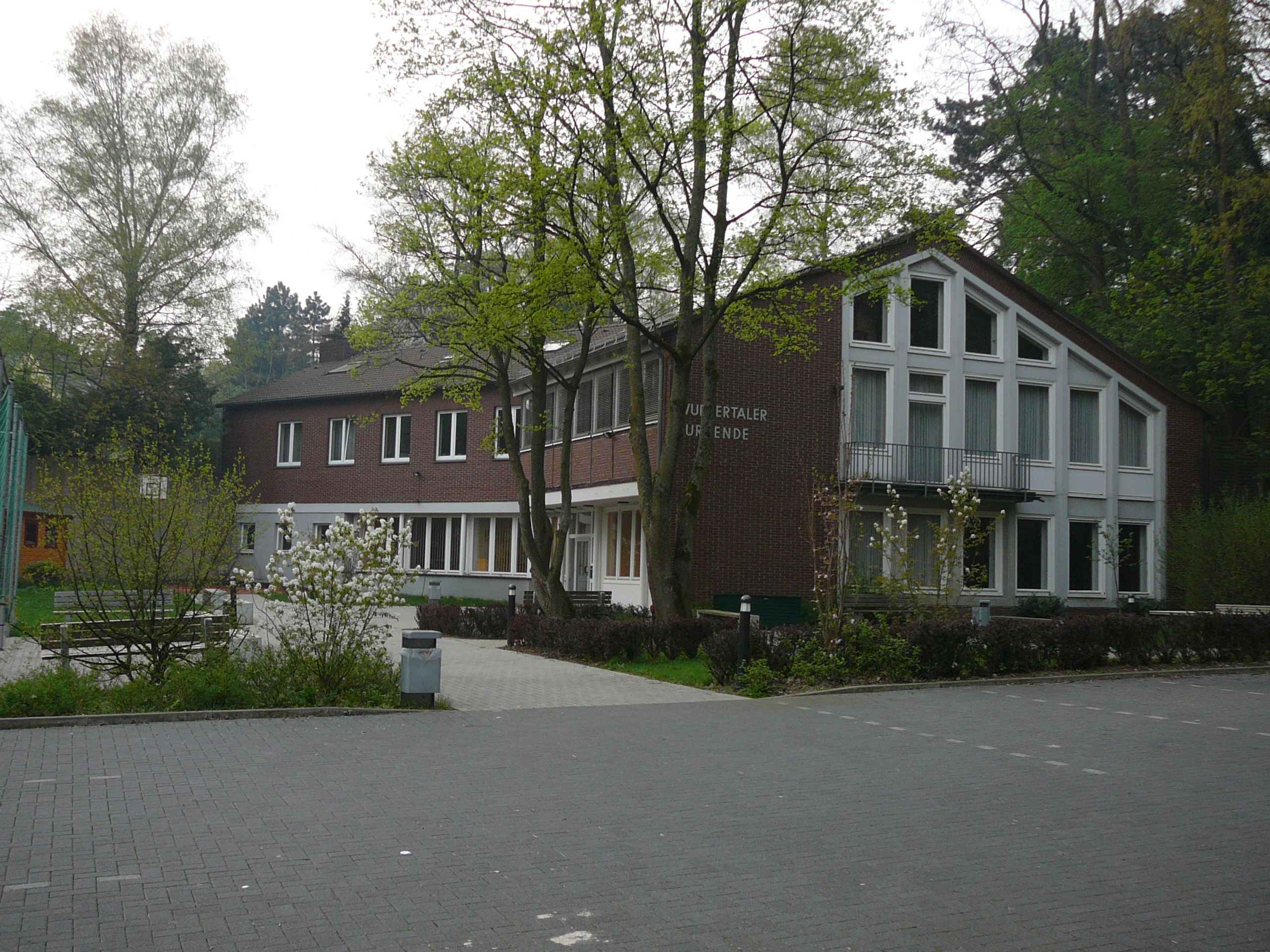
Der Kurrende-Campus in der Mozartstraße (2009)

Nach dem Krieg begann auch der Wiederaufbau der Kurrende; im Jahr 1948 zählte der Chor wieder 160 aktive Kurrendaner. Da Mitglieder und Konzertbesucher mittlerweile aus ganz Wuppertal kamen, wurde der Chor ein Jahr später offiziell in „Wuppertaler Kurrende“ umbenannt. Rasch konnte an frühere Erfolge angeknüpft werden. Ab 1954 bekam die Kurrende wieder ein eigenes Heim in der Deweerthstraße. Es etablierte sich die Tradition der Sommerfreizeit: Jedes Jahr fuhren die Sänger gemeinsam für mehrere Wochen auf Freizeit, um dort zu proben und die Gemeinschaft zu fördern.
Da Erich vom Baur in den Folgejahren schwer erkrankte, übernahm 1959 Franz Schneider aus Dresden die Chorleitung. Ihm gelang es in den folgenden elf Jahren, die Arbeit der Kurrende auf hohem Niveau zu verstetigen: nicht nur musikalisch, sondern 1967 auch mit dem Bau eines neuen, größeren Kurrendeheims in der Mozartstraße 35 – bis heute die Heimat der Wuppertaler Kurrende.
Ab 1970 leitete der junge Hamburger Kantor Heinrich Stolte die Kurrende. Er knüpfte an Franz Schneider an, indem er mit speziellen, jeweils altersgerechten Vorchören die musikalischen Ausbildungsangebote der Kurrende ausdifferenzierte. Konzertreisen ins Ausland waren eine bemerkenswerte und attraktive Neuerung in der damaligen Zeit. Vorläufige Höhepunkte waren hier die USA-Tourneen 1974 und 1978.
1979 übernahm der damalige Leiter der Laubacher Kantorei, Heinz Rudolf Meier, die musikalische Leitung des Chores. Er prägte die Kurrende während 27 Jahren. Er bewahrte nicht nur die musikalische Qualität seiner Vorgänger, sondern widmete sich zugleich auch in besonderem Maße dem sozialen und karitativen Gedanken der Kurrende. Zahlreiche Höhepunkte prägten seine Ära, etwa die beiden DDR-Tourneen 1984 und 1989, die gemeinsamen Aufführungen der Matthäus-Passion mit den Essener Domsingknaben und der erstmalige Gewinn in der Kategorie Knabenchöre beim Deutschen Bundeschorwettbewerb 1998.
Nach der Pensionierung von Heinz Rudolf Meier wurde im Jahr 2006 Martin Lehmann neuer Leiter der Kurrende. Nach wenigen gemeinsamen Monaten gewann die Wuppertaler Kurrende mit ihm beim Bundeschorwettbewerb in Kiel zum zweiten Mal in der Kategorie Knabenchöre. Neben den zahlreichen Konzerten und weiteren Auftritten gehören die Mitwirkung bei Produktionen der Wuppertaler Oper, das gemeinsame Projekt „Celebrating Händel!“ mit der WDR Big Band sowie eine neuerliche USA-Tournee 2010 zu den Höhepunkten aus diesen Jahren. 2012 übernahm Martin Lehmann die Leitung des renommierten Windsbacher Knabenchores.

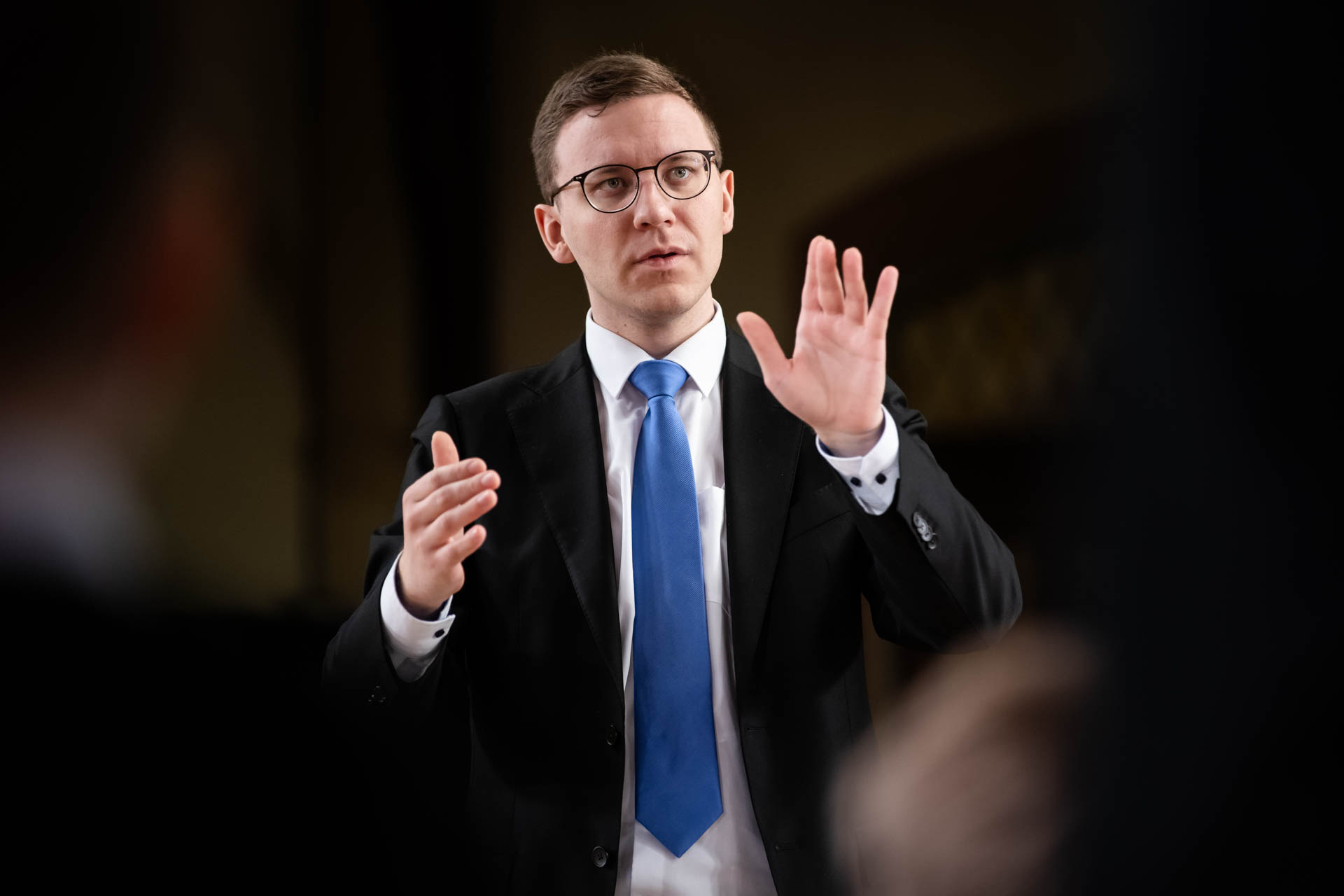
Lukas Baumann, musikalischer Leiter seit 2022

Lehmanns Nachfolger in Wuppertal wurde Dietrich Modersohn. In seine Amtszeit fiel 2014 das 90-jährige Jubiläum der Kurrende, welches mit einer Aufführung von Haydns Schöpfung gemeinsam mit dem Sinfonieorchester Wuppertal in der Stadthalle gefeiert wurde. Ebenfalls reiste die Kurrende 2012 neuerlich nach England. Nach dem Abschied von Dietrich Modersohn wurde der frühere Kurrendaner Stephan Hensen interimistischer Leiter des Chores. Unter seiner Leitung absolvierte die Kurrende unter anderem eine Tournee nach Ostdeutschland und Polen.
Von 2017 bis 2022 leitete Markus Teutschbein die Wuppertaler Kurrende. 2018 dirigierte Teutschbein außerdem Bachs Johannes-Passion in seinem ersten Passionskonzert und führte die Kurrende im Rahmen einer Tournee nach Norddeutschland und Dänemark. Für das Jahr 2019 standen unter anderem Aufführungen von Mozarts Requiem, die Mitwirkung bei einem Fernsehgottesdienst der ARD sowie bei der Community-Oper Das Labyrinth bei den Wuppertaler Bühnen und eine Konzertreise nach Süddeutschland und in die Schweiz auf dem Programm. Die Herausforderungen der COVID-19-Pandemie wurden unter Teuschbeins Leitung bewältigt.
Seit Juli 2022 ist Lukas Baumann der Musikalische Leiter der Wuppertaler Kurrende. Unter seiner Leitung unternahm der Chor bereits Konzertreisen durch Frankreich, Italien, Luxemburg, Liechtenstein, Österreich und den Vatikan. In Konzerten hat der Chor mit dem Sinfonieorchester Wuppertal, Concerto Köln dem Ensemble Giardino di Delizie oder der Lautten Compagney zusammengearbeitet. Im Jubiläumsjahr 2024 veranstaltete die Kurrende ein großes Jubiläumskonzert in der Historischen Stadthalle Wuppertal mit Mendelssohns Lobgesang und veröffentlichte eine neue Einspielung des adventlichen Quempas-Programms beim Label Rondeau Production.

## Auszeichnungen
Zwei Mal wurde die Wuppertaler Kurrende im Rahmen des Deutschen Chorwettbewerb Bundessieger der Kategorie Knabenchöre: 1998 beim 5. Deutschen Chorwettbewerb in Regensburg sowie beim 7. Deutschen Chorwettbewerb 2006 in Kiel. Darüber hinaus erhielt die Kurrende mehrfach einen Ersten Preis beim Landeschorwettbewerb Nordrhein-Westfalen. Zuletzt gewann der Männerchor der Wuppertaler Kurrende in 2017 den Landeschorwettbewerb NRW und nahm beim Deutschen Chorwettbewerb 2018 in Freiburg „mit sehr gutem Erfolg“ teil.  1999 wurde der Chor mit der höchsten kulturellen Auszeichnung seiner Heimatstadt, dem Von der Heydt-Kulturpreis der Stadt Wuppertal, geehrt. Ebenso ist die Kurrende Träger des Stadtmarketing-Preises. Im Mai 2020 wurde die Wuppertaler Kurrende mit dem Preis der Enno und Christa Springmann-Stiftung ausgezeichnet. 2024 wurde die Kurrende durch die Kulturstaatsministerin Claudia Roth mit der Zelter-Plakette ausgezeichnet. Beim Erwitter Kinder- und Jugendchorwettbewerb 2024 wurde die Kurrende als Gesamtsieger unter 42 Chören ausgezeichnet. Am Sonntag „Kantate“ 2024 wurde der Wuppertaler Kurrende die Joachim-Neander-Medaille durch die Evangelische Kirche im Rheinland verliehen.

## Bekannte Mitglieder
- Florian Franke (* 1987)
- Bernd Köppen (1951–2014)
- Klaus Linkenbach (1932–2000), Mitglied von 1940 bis 1943
- Klaus-Peter Pfeifer (* 1954), Mitglied von 1962 bis 1970
- Valentin Ruckebier (* 1997)